# Острво Пингелап
Пингелап је корално острво у Тихом океану, део државе Понпеј (енгл. Pohnpei State), једне од четири Савезне Државе Микронезије. Састоји се од три острва: острва Пингелап, Сукору и Даекае, повезаних системом гребена и окружује централну лагуну, иако је само острво Пингелап насељено. Цео систем има површину од 1,8 km² (455 хектара) у време плиме, и мање од 4,0 км на најширој тачки. Острво има свој језик, пингелапски, којим говори око 250 становника острва.

## Историја
Први европски посматрач острва био је капетан Томас Масгрејв на броду Sugar Cane, који је открио острво 1793. године. Капетан Мекаскил у Lady Barlow поново их је посетио 1809. године. Грешке у мерењу њихове локације довеле су до тога да су острва на картама у 19. веку одвојено именована као острва Масгрејв и острва Мекаскил, у оквиру архипелага Каролине.
Историјски гледано, Оува или врховни поглавица или краљ Пикелап, што је наследна титула која је давала врховну власт над земљом, владала је острвом Пикелап које је сада познато као Пингелап. Јапан је заузео острво у октобру 1914, након почетка Првог светског рата. Наследни систем је остао на снази током јапанске владавине, иако је титула преименована у „Острвски магистрат“.
Јапан је користио јужни део острва Пингелап током непријатељстава у позоришту Другог светског рата у Тихом океану за базу снабдевања. Савезничке снаге су га касније напале. Присуство страних трупа на острву довело је до уношења низа заразних болести, укључујући гонореју, туберкулозу и дизентерију, што је смањило популацију са предратног нивоа од око 1000 на 800 и значајно смањило стопу фертилитета.
Долазак америчке морнарице 1945. резултирао је успостављањем демократски изабраног система уз традиционални систем, који је постепено слабио на власти. Универзално основно образовање је обезбеђено за децу пингелапеза и успостављена је ограничена здравствена заштита како би се искорениле болести унете током рата.
Током 1960-их, мировни корпус и америчко ваздухопловство населили су се на главном острву. Америчко ваздухопловство изградило је станицу за посматрање пројектила на североистоку острва и пристаниште, а радови су почели 1978. године на узлетној писти, која се увлачи у лагуну, на главном острву. Писта је завршена 1982. године, а тренутно „Caroline Islands Air“ има два или три лета дневно до и са острва.

## Клима
Пингелап ужива у тропској клими, са уједначеним, топлим температурама током целе године.

## Тотално слепило за боје
Значајан део популације има потпуну ахроматопсију због потпуног одсуства радних конуса у мрежњачи ока, остављајући им само штапиће, рецесивни генетски поремећај који узрокује потпуно слепило за боје код оболелих. Ово стање је познато на острву као maskun, што значи буквално „не видети“ на пингелапском.
Потпуна ахроматопсија је обично веома ретко стање, а њена распрострањеност на острву је праћена све до уског грла становништва 1775. године након што је катастрофални тајфун Лијенгкијеки прошао кроз острво, остављајући само око 20 преживелих. Један од њих, Doahkaesa Mwanenihsed (владар у то време), сада се верује да је био носилац основног генетског стања, али се поремећај ахроматопсије појавио тек у четвртој генерацији након тајфуна, до када је 2,7% Пингелапеза било под утицајем. Пошто је ахроматопсија аутозомно рецесивни поремећај, размножавање између потомака Doahkaesa Mwanenihsedа би резултирао повећаном фреквенцијом рецесивног алела. До шесте генерације, инциденција је порасла на приближно 4,9%, због чега сви на острву данас вуку своје порекло од Doahkaesa Mwanenihsedа.
Данас је острво и даље од посебног интереса за генетичаре; због малог генетског фонда и брзог раста популације, овај поремећај сада преовладава у скоро 10% популације, а додатних 30% су незахваћени носиоци. (Поређења ради, у Сједињеним Државама је погођен само 1 од 33.000, или 0,003%). Књига водећег неуролога Оливера Сакса из 1997. Острво далтониста помиње острво.
Пријављено је да један морски рибар са острва Пингелап са овим стањем има потешкоћа да види на јаком сунцу, али ноћу може да види при много слабијем светлу него што то могу људи са нормалним видом; он користи ову способност у чамцу ноћу машући великом запаљеном бакљом која се спрема да привуче или збуни летећу рибу, коју потом хвата; летећа риба се понаша као да је бакља месец. Када је Сан Де Вајлд фотографисала острво, рекла је да је црвена најчешћа боја коју су острвљани тврдили да „виде“. Упркос томе што је зелена једна од боја коју најмање могу да препознају, многи су је описали као своју омиљену боју, што је Де Вајлд приписала њиховој љубави према вегетацији џунгле.